# 225 років м. Севастополь (срібна монета)
«225 ро́ків м. Севасто́поль» — ювілейна монета зі срібла номіналом 10 гривень, випущена Національним банком України. Присвячена важливому морському порту і фортеці — Севастополю (з грецької — місто слави), заснованому в 1783 році поблизу колишньої грецької колонії Херсонесу. Це найбільший морський торговий, рибний порт, промисловий, науково-технічний і культурно-історичний центр півдня України.
Монету введено до обігу 28 травня 2008 року. Вона належить до серії «Стародавні міста України».

## Опис монети та характеристики
| Номінал грн. | Метал           | Маса, г      | Діаметр, мм | Якість виготовлення | Гурт     | Тираж, штук |
| ------------ | --------------- | ------------ | ----------- | ------------------- | -------- | ----------- |
| 10           | срібло (Ag 925) | 31,1 / 33,62 | 38,6        | пруф                | рифлений | 5 000       |

### Аверс
На аверсі монети зображено перехрещені якорі та корабельну гармату, які символізують місто як військово-морський порт і фортецю, під гарматою — стилізовані виноградні грона і листя; угорі — малий Державний Герб України і півколом напис — «НАЦІОНАЛЬНИЙ БАНК УКРАЇНИ», унизу — «ДЕСЯТЬ ГРИВЕНЬ», над номіналом — «2008», а також позначення металу, його проби «Ag 925», маси в чистоті «31,1» і логотип Монетного двору Національного банку України.

### Реверс

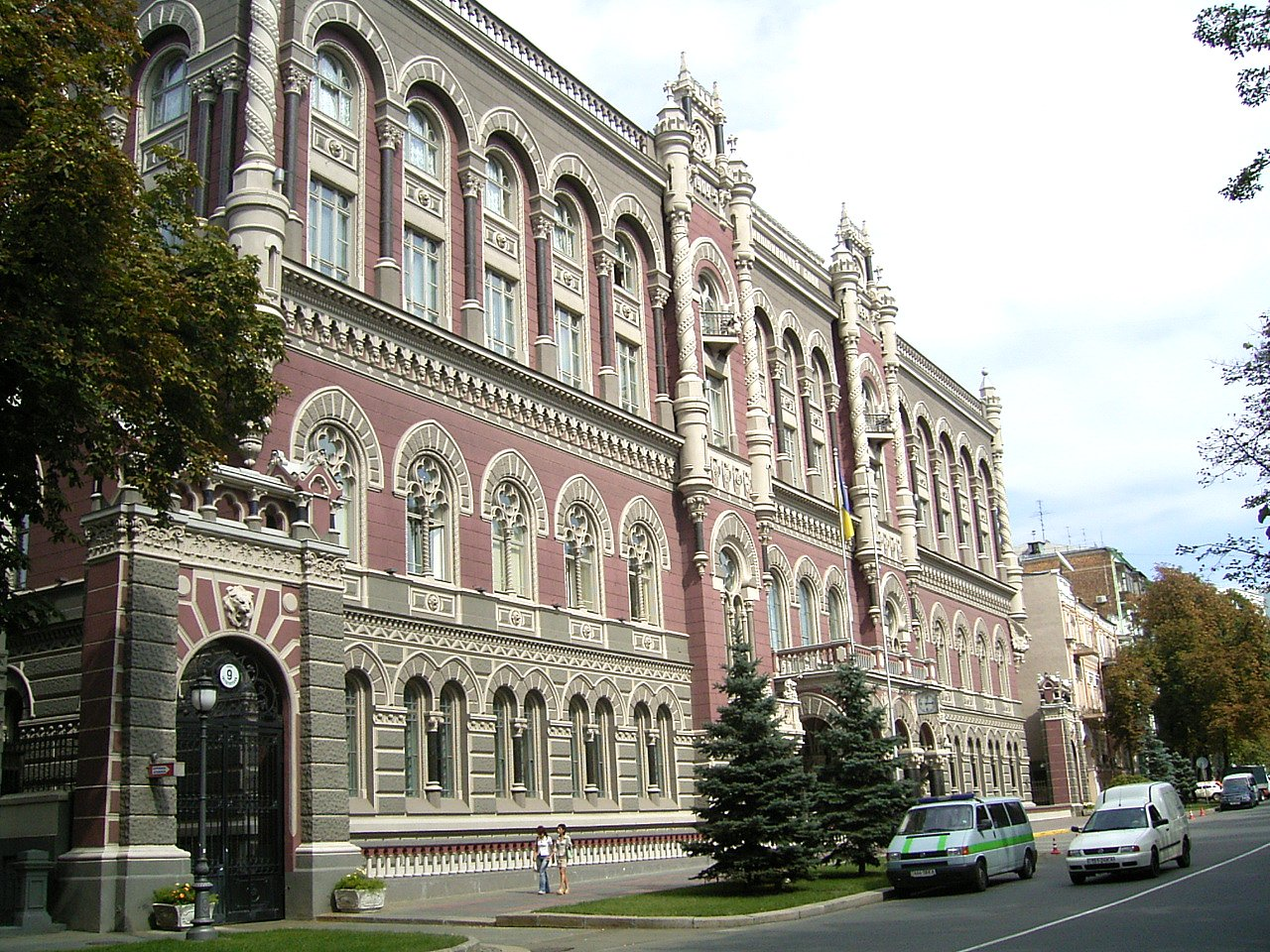
Будівля Національного банку України

На реверсі монети зображено Графську пристань (унизу), фортифікаційну споруду, над якою — герб міста та напис півколом «СЕВАСТОПОЛЬ», праворуч на тлі стилізованого моря — легендарний бріг «Меркурій» та унизу напис — «РІК ЗАСНУВАННЯ»/«1783».

## Автори
- Художник — Святослав Іваненко.
- Скульптор — Святослав Іваненко.

## Вартість монети
Ціна монети — 950 гривень, була вказана на сайті Національного банку України 2016 року.
Фактична приблизна вартість монети, з роками змінювалася так:
| Рік        | 2010 | 2011 | 2012 | 2013 | 2014 | 2015 | 2016  | 2017  | 2018  | 2019  | 2020  | 2021  | 2022  | 2023  | 2024  | 2025  |
| ---------- | ---- | ---- | ---- | ---- | ---- | ---- | ----- | ----- | ----- | ----- | ----- | ----- | ----- | ----- | ----- | ----- |
| Ціна, грн. | 550  | 550  | 550  | 650  | 500  | 900  | 1 000 | 1 290 | 1 200 | 1 200 | 1 100 | 1 300 | 1 450 | 2 000 | 2 800 | 3 300 |